# Talldungen (naturreservat)
Talldungen är ett naturreservat i Oskarshamns kommun i Kalmar län.
Området är naturskyddat sedan 1955 och är 5 hektar stort. Reservatet består av tallar på Misterhultsåsen (som är en del av Hjortedsåsen) 